# 하트 리얼라이즈
「하트 리얼라이즈」는 Tia의 악곡으로 2매째 싱글이다. ryo(supercell)가 프로듀스하고 있다. 싱글은 2014년 3월 12일에DIVE II entertainment로부터 발매되었다.

## 개요
데뷔 싱글 「러브 미 김미 」로부터 약 1년 3개월 모습의 릴리스로, 표제곡 「하트 리얼라이즈」는 텔레비전 애니메이션 「노라가미」의 엔딩 테마에, 커플링곡의 「잠깐 나갔다 올게요」는 텔레비전 애니메이션 「우치의 하루살이 각성편」의 이미지 송에 기용되었다.
발매 형태는, 초회 생산 한정반(AVCA-74234/B)과 통상반(AVCA-74235)의 2 형태. 초회 생산 한정반은 만화가·일러스트레이터의 우의 신작 일러스트의 데지팍크 사양 되고 있어 특전으로서 「노라가미」오리지널의 권대 스티커도 부속되어 있다. DVD에는, 「노라가미」엔딩 영상의 논크레딧 Ver.과 풀 사이즈의 스페셜 영상이 수록되고 있다.
어떻게 노래할까 Tia 자신도 구애되고 있어 「여기를 전하고 싶다!여기는 이렇게 노래하고 싶다! ... 등 여러 가지 투정부리고, 납득한 것이 노래할 수 없을지 레코딩 시켜 주었습니다」라고 말하고 있다.

## 수록곡
（전 작사·작곡·편곡：ryo(supercell)）
1. 하트 리얼라이즈(ハートリアライズ) [4:55]
스트링 어레인지: 분쇄기 키무라
  - 텔레비전 애니메이션 「노라가미」엔딩 테마
2. 잠깐 나갔다 올게요(ちょっと出かけてきます) [4:59]
  - 텔레비전 애니메이션 「우치의 하루살이 각성편」이미지 송
3. 하트 리얼라이즈-Instrumental-
4. 잠깐 나갔다 올게요-Instrumental-

DVD（초회 생산 한정반만）
1. 「노라가미」논크레딧 엔딩 영상
2. 풀 사이즈 「노라가미」스페셜 영상

## 출전
1. ↑  “ハートリアライズ ［CD+DVD］＜初回生産限定盤＞”. 《タワーレコード》. 2014년 3월 11일에 확인함.
2. 1 2 3  “Tia『ハートリアライズ』”. 《DIVE II entertainment》. avex. 2014년 3월 2일에 확인함.